# Cordae
 (avril 2021).
La mise en forme du texte ne suit pas les recommandations de Wikipédia : il faut le « wikifier ».
Les points d'amélioration suivants sont les cas les plus fréquents :
- Les titres sont pré-formatés par le logiciel. Ils ne sont ni en capitales, ni en gras.
- Le texte ne doit pas être écrit en capitales (les noms de famille non plus), ni en gras, ni en italique, ni en « petit »…
- Le gras n'est utilisé que pour surligner le titre de l'article dans l'introduction, une seule fois.
- L'italique est rarement utilisé : mots en langue étrangère, titres d'œuvres, noms de bateaux, etc.
- Les citations ne sont pas en italique mais en corps de texte normal. Elles sont entourées par des guillemets français : « et ».
- Les listes à puces sont à éviter, des paragraphes rédigés étant largement préférés. Les tableaux sont à réserver à la présentation de données structurées (résultats, etc.).
- Les appels de note de bas de page (petits chiffres en exposant, introduits par l'outil «  Source ») sont à placer entre la fin de phrase et le point final[comme ça].
- Les liens internes (vers d'autres articles de Wikipédia) sont à choisir avec parcimonie. Créez des liens vers des articles approfondissant le sujet. Les termes génériques sans rapport avec le sujet sont à éviter, ainsi que les répétitions de liens vers un même terme.
- Les liens externes sont à placer uniquement dans une section « Liens externes », à la fin de l'article. Ces liens sont à choisir avec parcimonie suivant les règles définies. Si un lien sert de source à l'article, son insertion dans le texte est à faire par les notes de bas de page.
- La présentation des références doit suivre les conventions bibliographiques. Il est recommandé d'utiliser les modèles {{Ouvrage}}, {{Chapitre}}, {{Article}}, {{Lien web}} et/ou {{Bibliographie}}. Le mode d'édition visuel peut mettre en forme automatiquement les références.
- Insérer une infobox (cadre d'informations à droite) n'est pas obligatoire pour parachever la mise en page.

Pour une aide détaillée, merci de consulter Aide:Wikification.
Si vous pensez que ces points ont été résolus, vous pouvez retirer ce bandeau et améliorer la mise en forme d'un autre article.
 (avril 2021).
Le contenu est difficilement compréhensible vu les erreurs de traduction, qui sont peut-être dues à l'utilisation d'un logiciel de traduction automatique.
Cordae Amari Dunston, plus connu sous le nom de Cordae et anciennement YBN Cordae et Entendre, né le 26 août 1997 à Raleigh, est un rappeur, chanteur et auteur-compositeur-interprète américain. Cordae gagne en popularité en publiant des remixes de chansons populaires, comme My Name Is d'Eminem, et Old Niggas qui est une réponse à la chanson 1985 de J. Cole. 
Les vidéos des deux remixes sont postées sur la chaîne YouTube de WorldStarHipHop, ce qui entraine un engouement de la part des médias grand public et de la communauté rap en ligne. Son premier album studio, The Lost Boy, sort le 26 juillet 2019 et est bien acueilli par la critique et reçoit deux nominations pour le meilleur album de rap et la meilleure chanson de rap pour le single Bad Idea aux 62ᵉ Grammy Awards. Cordae a été membre du collectif YBN de 2018 jusqu'à ce qu'il quitte le groupe en 2020.

## Débuts de vie et carrière
Cordae est né à Raleigh, en Caroline du Nord, mais a déménagé à Suitland, dans le Maryland,. Dès son plus jeune âge, il s'est intéressé à la musique car son père lui faisait toujours écouter du hip-hop classique, d'artistes tels que Rakim, Nas, Big L et Talib Kweli. Il a commencé à écrire des raps vers l'âge de quinze ans, mais ne l'a pas pris au sérieux, car ce n'était qu'un passe-temps pour lui. Suivant l'influence de la musique qu'écoutait son père, il faisait des recherches sur certains artistes sur YouTube, essayant de trouver une musique similaire et se "perdant" dans la section des vidéos recommandées. En vieillissant, Dunston a commencé à s'intéresser davantage à une carrière de rappeur, mais il s'est d'abord concentré sur ses études, bien que l'écriture de textes le distraie souvent de ses études. Il a publié trois mixtapes à l'adolescence sous le nom d'"Entendre" - Anxiety (2014), I'm So Anxious (2016), et I'm So Anonymous (2017),. Il a obtenu son diplôme d'études secondaires en 2015 et a décidé d'aller à l'université de Towson, qu'il a abandonnée plus tard en 2018, expliquant que l'université était "plus grande que lui" en tant qu'étudiant de première génération, et qu'il le faisait principalement pour sa mère. Il a déménagé à Los Angeles peu de temps après.
Cordae a commencé à prendre sa carrière de rappeur au sérieux au début de l'année 2018. Bien qu'il n'ait pas sorti de musique avec eux, il traînait souvent avec YBN Nahmir et YBN Almighty Jay lorsqu'il visitait Los Angeles, qu'il avait initialement rencontré sur les médias sociaux. Nahmir s'était intéressé à une chanson que Dunston avait faite avec son collègue rappeur et frère Simba, et l'avait contacté,. Dunston est le seul membre de YBN qui n'avait pas été présenté à tous comme un joueur, car il ne prend pas les jeux trop au sérieux. Il avait déjà le sentiment de faire partie de YBN, la seule chose qui n'avait pas solidifié sa présence étant ses pseudonymes sur les médias sociaux, qu'il a rapidement changés d'Entendre à YBN Cordae. Il a également déclaré qu'Entendre était un nom qu'il voulait changer depuis un certain temps, en déclarant : "J'étais toujours entouré de Nahmir et de merde, c'étaient comme mes frères... Et je me disais : "Yo, je dois changer mon nom pour Cordae, mon vrai prénom". J'étais déjà "YBN" sans le tag social, vous voyez ce que je veux dire ?" Il a sorti son premier single, qu'il a appelé son "introduction au monde", en mai 2018. Il s'agissait d'un remix de la chanson "My Name Is" d'Eminem de 1999, qu'il a publié avec un clip via WorldStarHipHop sur YouTube. Par la suite, il a publié "Old Niggas", en réponse à "1985" de J. Cole, suivi des titres "Fighting Temptations" et "Kung Fu", respectivement,,.
Sa première performance live a eu lieu lors du festival annuel de musique Rolling Loud en mai 2018, au cours duquel il s'est produit avec YBN Nahmir et YBN Almighty Jay. Il s'est à nouveau produit avec le duo pour le XXL Freshman Show 2018 à New York, après que Nahmir ait été annoncé comme l'un des intronisés de la classe annuelle des nouveaux arrivants. Dunston a ensuite été annoncé pour rejoindre Juice Wrld sur sa tournée nord-américaine WRLD Domination de mai à septembre 2018, avec Lil Mosey et Blake, a fini par atteindre 28 villes. Peu de temps après, il a été annoncé que YBN ferait une tournée d'un mois en Europe en tant que collectif. Dunston a ensuite déclaré qu'il sortirait plusieurs singles jusqu'à ce que son premier projet soit terminé. Le 2 août 2018, Nahmir et Cordae ont tous deux publié une vidéo pour leur single "Pain Away". Le 12 août, YBN Nahmir a annoncé qu'une mixtape YBN officielle, avec le trio, sortirait le 7 septembre 2018. Il a publié le clip de son single, "Scotty Pippen", le 23 août 2018.
Le 28 janvier 2019, Cordae a publié un clip pour une nouvelle chanson intitulée, "Locationships" sur sa chaîne YouTube avant de publier une autre chanson intitulée, "Have Mercy" en mars 2019, cette dernière devenant le single principal de son premier album studio, The Lost Boy. Il a ensuite été nommé comme l'un des membres de la "2019 Freshman Class" de XXL le 20 juin 2019. Cordae a ensuite publié "Bad Idea" et "RNP" comme deuxième et troisième singles de l'album respectivement. The Lost Boy est sorti le 26 juillet 2019. L'album a valu à YBN Cordae deux nominations aux 62e Grammy Awards ; meilleur album de rap et  meilleure chanson de rap pour le single "Bad Idea". En novembre 2019, YBN Cordae a annoncé qu'il serait la tête d'affiche du "The Lost Boy in America Tour", qui a débuté en janvier 2020.
Le 6 août 2020, YBN Nahmir a pris la parole sur Twitter pour annoncer que le collectif YBN était officiellement dissous. Cordae a ensuite abandonné le YBN de son nom de scène. Le 27 août, Cordae a sorti un nouveau single, "Gifted", avec Roddy Ricch, marquant la première sortie de Cordae en 2020. Cordae travaille actuellement sur son deuxième album. Lors d'une interview avec Apple Music, il a déclaré : "J'en suis à une centaine de chansons. Avec le prochain album, je vais vraiment passer à un autre niveau. J'aime vraiment faire de la musique et perfectionner mon art et je m'améliore chaque jour. Et la nouvelle musique à partir de maintenant va le montrer".

## Style musical et influences
Cordae cite Nas, Jay-Z, Kid Cudi, Kanye West, Eminem, Capital Steez, Lil Wayne, J. Cole, Big L, Travis Scott et Kendrick Lamar parmi ses plus grandes influences. Peu après la sortie de The Lost Boy, il a révélé que ses cinq rappeurs préférés (sans ordre particulier) étaient Jay-Z, Nas, 2Pac, The Notorious B.I.G., and Big L,,. Il a dit à plusieurs reprises qu'en raison de ses antécédents musicaux et de sa compréhension du hip-hop old school et de l'évolution du hip-hop, il pouvait être la clé pour combler le fossé générationnel dans le hip-hop.
Respect Magazine a estimé que Dunston était en avance sur son temps, en ce qui concerne le rap, en déclarant : "Il est un mélange de l'ancienne et de la nouvelle école, et sa façon de délivrer et de percevoir sa musique le distingue de la nouvelle génération de rappeurs d'aujourd'hui. Nous en avons un aperçu clair dans ses vidéos musicales pour "Old N*ggas", "My Name Is" et "Kung Fu", qui ont toutes été vues plus de 5 millions de fois sur YouTube. Il se construit un buzz solide jour après jour, et fait savoir au monde entier que ses barres et ses rimes sont en avance sur son temps. Il n'a pas encore sorti de projet qui le prouve".
Revolt TV a déclaré : "Il y aura toujours des artistes qui vont à contre-courant et qui parviennent à susciter la conversation sans être banals ou routiniers. Cordae est le résultat d'un timing parfait, d'un besoin de changement et de la capacité à combler le fossé entre esthétique et talent. Il est le Gohan du collectif YBN, d'apparence docile et juvénile, mais faisant preuve d'une "maîtrise" des mots qui semble aller à l'encontre de la croyance des "hip-hoppers" de la vieille école concernant sa tranche d'âge. Il reste à voir si son talent justifie les éloges qu'il reçoit."

## Vie privée
Avant de quitter l'université, il a travaillé dans un T.G.I. Friday's local dans le Maryland, expliquant à Adam22 de No Jumper, qu'il "détestait" ce travail et qu'il a toujours su qu'il était destiné à plus.
Cordae a participé à une manifestation Black Lives Matter en 2016, rappant au milieu de la foule les luttes auxquelles il était confronté et les problèmes qu'il avait remarqués dans sa communauté. En juillet 2020, Dunston a été arrêté lors d'une manifestation en support à Breonna Taylor à Louisville, dans le Kentucky, en compagnie du joueur de football professionnel américain Kenny Stills.
Il a été  le compagnon de  la joueuse de tennis Naomi Osaka, avec qui il a eu une fille en 2023. 

## Discographie

### Albums studios
| Titre          | Album details                                                                             |  | Positions charts | Positions charts | Positions charts | Positions charts | Positions charts | Positions charts | Ventes       |
| Titre          | Album details                                                                             |  | US               | US R&B/HH        | USRap            | AUS              | CAN              | UK               | Ventes       |
| -------------- | ----------------------------------------------------------------------------------------- |  | ---------------- | ---------------- | ---------------- | ---------------- | ---------------- | ---------------- | ------------ |
| The Lost Boy   | - Sortie: July 26, 2019 - Label: Atlantic, Art@War - Formats: Digital download, streaming |  | 13               | 8                | 6                | 27               | 12               | 85               | - US: 25,000 |
| The Crossroads | 2024                                                                                      |  |                  |                  |                  |                  |                  |                  |              |

### Mixtapes
| Titre | Détails                                                                            | Positions charts | Positions charts | Positions charts | Positions charts | Certifications      |
| Titre | Détails                                                                            | US               | US R&B/HH        | USRap            | CAN              | Certifications      |
| --- | ---------------------------------------------------------------------------------- | ---------------- | ---------------- | ---------------- | ---------------- | ------------------- |
| Anxiety(en tant que Entendre)                                                                                      | - Sortie: 22 juin 2014 - Label : Auto-produit - Format: Digital download           | —                | —                | —                | —                |                     |
| I'm So Anxious(en tant que Entendre)                                                                               | - Sortie: August 7, 2016 - Label : Auto-produit - Format: Digital download         | —                | —                | —                | —                |                     |
| I'm So Anonymous(en tant que Entendre)                                                                             | - Sortie: August 15, 2017 - Label : Auto-produit - Format: Digital download        | —                | —                | —                | —                |                     |
| YBN: The Mixtape(en tant que YBN Cordae avec YBN Almighty Jay et YBN Nahmir)                                       | - Sortie: September 7, 2018 - Label: Atlantic, Art@War - Formats: Digital download | 21               | 13               | 12               | 19               | - RIAA: Or - MC: Or |
| La mention "—" indique un enregistrement qui n'a pas figuré au palmarès ou qui n'est pas sorti dans ce territoire. |                                                                                    |                  |                  |                  |                  |                     |

### Singles

#### Artiste principal
| Titre | Année | Positions au palmarès | Positions au palmarès | Positions au palmarès | Positions au palmarès | Positions au palmarès | Certification       | Album             |
| Titre | Année | USBub.                | USR&B/HH              | CAN                   | IRE                   | NZHot                 | Certification       | Album             |
| --- | ----- | --------------------- | --------------------- | --------------------- | --------------------- | --------------------- | ------------------- | ----------------- |
| "My Name Is" | 2018  | —                     | —                     | —                     | —                     | —                     | —                   | Single hors album |
| "Old Niggas" | 2018  | —                     | —                     | —                     | —                     | —                     | —                   | Single hors album |
| "Fighting Temptations"                                                                                             | 2018  | —                     | —                     | —                     | —                     | —                     | —                   | Single hors album |
| "Kung Fu" | 2018  | —                     | —                     | —                     | —                     | —                     | - RIAA: Or - MC: Or | YBN: The Mixtape  |
| "Alaska (Scotty Pippen)"                                                                                           | 2018  | —                     | —                     | —                     | —                     | —                     | —                   | YBN: The Mixtape  |
| "What's Life" | 2018  | —                     | —                     | —                     | —                     | —                     | —                   | Single hors album |
| "Locationships" | 2019  | —                     | —                     | —                     | —                     | —                     |                     | Single hors album |
| "Have Mercy" | 2019  | —                     | —                     | —                     | —                     | 32                    | - RIAA: Or          | The Lost Boy      |
| "Bad Idea" (avec Chance the Rapper)                                                                                | 2019  | —                     | —                     | —                     | —                     | 22                    |                     | The Lost Boy      |
| "RNP" (avec Anderson .Paak)                                                                                        | 2019  | 15                    | —                     | 84                    | 92                    | 4                     | - RIAA: Or - MC: Or | The Lost Boy      |
| "Gifted" (avec Roddy Ricch)                                                                                        | 2020  | 1                     | 37                    | 84                    | —                     | 9                     | À venir             |                   |
| "The Parables" | 2020  | —                     | —                     | —                     | —                     | 38                    | À venir             |                   |
| La mention "—" indique un enregistrement qui n'a pas figuré au palmarès ou qui n'est pas sorti dans ce territoire. |       |                       |                       |                       |                       |                       |                     |                   |

#### Enfeaturing
| Titre                                                                                           | Année | Album                       |
| ----------------------------------------------------------------------------------------------- | ----- | --------------------------- |
| "Tous ce que je sais" (Orelsan avec cordae)                                                     | 2018  | La fête est finie- épilogue |
| "Blackjack (Remix)" (Aminé avec Cordae)                                                         | 2019  | Single hors album           |
| "Racks" (H.E.R. avec Cordae)                                                                    | 2019  | I Used to Know Her          |
| "In These Streets" (Godfather of Harlem avec John Legend, Cordae et Nick Grant)                 | 2019  | Single hors album           |
| "Can't Put It in the Hands of Fate" (Stevie Wonder avec Rapsody, Cordae, Chika et Busta Rhymes) | 2020  | À venir                     |
| "Soda" (DJ Scheme avec Cordae, Ski Mask the Slump God et Take a Daytrip)                        | 2020  | Family                      |

### Autres titres récompensés
| Titre | Année | Positions charts | Positions charts | Album                           |
| Titre | Année | USR&B/HH Bub.    | NZHot            | Album                           |
| --- | ----- | ---------------- | ---------------- | ------------------------------- |
| "Mama / Show Love" (Logic avec Cordae)                                                                             | 2019  | 6                | 18               | Confessions of a Dangerous Mind |
| "Broke as Fuck" | 2019  | —                | 22               | The Lost Boy                    |
| La mention "—" indique un enregistrement qui n'a pas figuré au palmarès ou qui n'est pas sorti dans ce territoire. |       |                  |                  |                                 |

### Apparition en tant qu'invité
| Titre                 | Année | Autres artiste(s)                            | Album                             |
| --------------------- | ----- | -------------------------------------------- | --------------------------------- |
| "Starving Artist"     | 2018  | [602] Prophet                                | Abstract Nostalgia                |
| "Make Me Feel"        | 2018  | YBN Almighty Jay                             | YBN: The Mixtape                  |
| "Pain Away"           | 2018  | YBN Nahmir                                   | YBN: The Mixtape                  |
| "Tout ce que je sais" | 2018  | Orelsan                                      | La fête est finie – Épilogue      |
| "Multiply"            | 2018  | Problem, Mozzy                               | S2                                |
| "Elevate"             | 2018  | DJ Khalil, Denzel Curry, SwaVay, Trevor Rich | Spider-Man: Into the Spider-Verse |
| "Mama / Show Love"    | 2019  | Logic                                        | Confessions of a Dangerous Mind   |
| "Nothin' Less"        | 2019  | Curren$y, Statik Selektah                    | Gran Turismo                      |
| "Let Me Down"         | 2019  | NBDY                                         | Admissions                        |
| "Lord Is Coming"      | 2019  | H.E.R.                                       | I Used to Know Her                |
| "Gone"                | 2019  | Robert Glasper, Bilal, Herbie Hancock        | Fuck Yo Feelings                  |
| "Sunshine"            | 2019  | Robert Glasper                               | Fuck Yo Feelings                  |
| "Al1enZ"              | 2019  | Denzel Curry                                 | iFruit Radio (Soundtrack)         |